# Работа образования капли
Работа образования капли — работа, необходимая для образования капли, т. е. зародыша стабильной фазы, в исходной метастабильной фазе (пересыщенный пар). 

Зародыши стабильной фазы образуются на так называемой стадии нуклеации. Причём система первоначально может содержать не только пересыщенный пар, но и различные примеси — ионы, пыль, капли кислот и т.д. В этом случае капли будут образовываться именно на примесных частицах — гетерогенных центрах и нуклеация будет идти по гетерогенному механизму. Если же система не содержит примесей, то капли образуются на отдельных молекулах исходной фазы, такая нуклеация называется гомогенной.
Знание работы образования капли как функции числа зародышей стабильной фазы позволяет вычислить все термодинамические характеристики важные для кинетики нуклеации.

## Общий случай
Рассматриваем парогазовую среду, содержащую пассивный газ и пар. Пассивный газ не участвует в конденсации, он необходим для пренебрежения эффектами теплоты от фазовых переходов (играет роль термостата). Обозначим объём всей системы {\displaystyle V}, давление системы {\displaystyle P} и {\displaystyle T} — температура системы на стадии нуклеации.

В результате флуктуации в системе образуется капля, т. е. система переходит из одного состояния в другое, следовательно, совершается некоторая работа, которая в случае обратимого процесса будет минимальной. Обозначим её {\displaystyle A_{min}}, хотим найти её как функцию от числа молекул капли {\displaystyle \nu }. Минимальная работа определяется как разность между свободной энергией начального {\displaystyle {\mathcal {F}}^{(0)}} состояния (до образования зародыша) и свободной энергией конечного состояния {\displaystyle {\mathcal {F}}} (после образования зародыша):

| {\displaystyle A_{min}={\mathcal {F}}-{\mathcal {F}}^{(0)}} | ({\displaystyle (1.1)}) |

.

Для нахождения {\displaystyle A_{min}(\nu )} выделим подсистему из {\displaystyle \nu } молекул. В исходном состоянии (пар) объём, занимаемый этой системой определяется как {\displaystyle {\upsilon _{\nu }}^{(0)}={\frac {\nu }{n}}}, где {\displaystyle n} — плотность числа молекул пара. Объём, занимаемый системой в конечном состоянии (капля), обозначим за {\displaystyle \upsilon _{\nu }}, а давление внутри зародыша за {\displaystyle P_{\nu }}.
Так как свободная энергия является аддитивной величиной, разобьём её на два вклада - свободная энергия подсистемы из {\displaystyle \nu } молекул {\displaystyle {\mathcal {F}}_{\nu }} и свободная энергия остальной части системы. Из дифференциала свободной энергии, при учёте изотермичности процесса и постоянстве полного числа частиц в системе, получим выражения для {\displaystyle {\mathcal {F}}} и {\displaystyle {\mathcal {F}}^{(0)}}:
| {\displaystyle {\mathcal {F}}={\mathcal {F}}_{\nu }-P(V-\upsilon _{\nu })} {\displaystyle {\mathcal {F}}^{(0)}={{\mathcal {F}}_{\nu }}^{(0)}-P(V-{\upsilon _{\nu }}^{(0)})} | ({\displaystyle (1.2)}) |

.

Второе слагаемое в {\displaystyle (1.2)} связано с работой по расширению охватывающего подсистему пара, работой по сжатию пассивного газа (его удалению из объёма, занимаемого зародышем) пренебрегаем.
Свободную энергию подсистемы можно выразить через потенциал Гиббса:
| {\displaystyle {\mathcal {F}}_{\nu }={\mathcal {G}}_{\nu }\mid _{P_{\nu }}-P_{\nu }\upsilon _{\nu }+\sigma S_{\nu }} {\displaystyle {{\mathcal {F}}_{\nu }}^{(0)}={{\mathcal {G}}_{\nu }}^{(0)}\mid _{P}-P{\upsilon _{\nu }}^{(0)}} | ({\displaystyle (1.3)}) |

.

Здесь {\displaystyle \sigma S_{\nu }} — работа по образованию поверхности капли ({\displaystyle \sigma } — поверхностное натяжение зародыша, {\displaystyle S_{\nu }} — площадь поверхности зародыша). 

Из дифференциала потенциала Гиббса можно получить, что {\displaystyle \upsilon _{\nu }=\left({\frac {\partial {\mathcal {G}}}{\partial P}}\right)_{T,\nu }}, проводя операцию интегрирования {\displaystyle \int \limits _{P}^{P_{\nu }}\,dP}, получим 
| {\displaystyle {\mathcal {G}}_{\nu }\mid _{P_{\nu }}={\mathcal {G}}_{\nu }\mid _{P}+\upsilon _{\nu }(P_{\nu }-P)} | ({\displaystyle (1.4)}) |

.

Учитывая {\displaystyle (1.3)} и {\displaystyle (1.4)}, получим для разницы между свободной энергией подсистемы в начальном состоянии {\displaystyle {{\mathcal {F}}_{\nu }}^{(0)}} и свободной энергии подсистемы в конечном состоянии {\displaystyle {\mathcal {F}}_{\nu }}:
| {\displaystyle {\mathcal {F}}_{\nu }-{{\mathcal {F}}_{\nu }}^{(0)}={\mathcal {G}}_{\nu }\mid _{P}-{{\mathcal {G}}_{\nu }}^{(0)}\mid _{P}-P(\upsilon _{\nu }-{\upsilon _{\nu }}^{(0)})+\sigma S_{\nu }} | ({\displaystyle (1.5)}) |

.

Потенциал Гиббса можно определить через химический потенциал: 

| {\displaystyle {\mathcal {G}}_{\nu }\mid _{P}=\nu \mu _{\infty }} {\displaystyle {{\mathcal {G}}_{\nu }}^{(0)}\mid _{P}=\nu \mu } | ({\displaystyle (1.6)}) |

.

За {\displaystyle \mu _{\infty }} обозначен химический потенциал конденсата при плоской границе раздела фаз (капля бесконечного радиуса), а за {\displaystyle \mu } — химический потенциал пара. Собирая {\displaystyle (1.1)}, {\displaystyle (1.2)}, {\displaystyle (1.5)} и {\displaystyle (1.6)}, получим следующее выражение для минимальной работы образования капли:

{\displaystyle A_{min}=-\nu (\mu -\mu _{\infty })+\sigma S_{\nu }}.

Удобно работать в терминах безразмерной работы образования капли {\displaystyle F\equiv {\frac {-A_{min}}{K_{B}T}}}, здесь {\displaystyle K_{B}} - постоянная Больцмана. Введем {\displaystyle b\equiv {\frac {\mu -\mu _{\infty }}{K_{B}T}}} — химический потенциал пара, выраженный в единицах {\displaystyle K_{B}T} и отсчитанный от значения, соответствующего равновесию сконденсированной жидкости при плоской границе раздела жидкости и пара.
Тогда получим для минимальной безразмерной работы образования капли:

| {\displaystyle F=-b\nu +{\frac {1}{K_{B}T}}\sigma S_{\nu }} | ({\displaystyle (1.7)}) |

.

Второе слагаемое зависит от {\displaystyle \nu } через {\displaystyle S_{\nu }}, т. е. получили работу образования как функцию от {\displaystyle \nu }: {\displaystyle F=F(\nu )}.
В {\displaystyle F} в соответствии с {\displaystyle (1.7)} два слагаемых:
1. Первое слагаемое — объёмный вклад. Система хочет перейти в состояние с более низким химическим потенциалом, поэтому вклад отрицательный.
2. Второе слагаемое — поверхностный вклад (работа по образованию поверхности зародыша).

При малых размерах капли доминирует второе слагаемое, при больших — первое.

## Важность
Согласно распределению Больцмана, вероятность образования зародыша из {\displaystyle \nu } молекул определяется {\displaystyle \exp \left[{\frac {-A_{min}}{K_{B}T}}\right]} с некоторым нормировочным множителем, этой же экспонентой, но с другим нормировочным множителем, определяется и равновесное распределение зародышей в пространстве размеров.

## Примеры

### Простейший случай
В системе присутствуют пассивный газ и пересыщенный пар (его пересыщение {\displaystyle \zeta >1}). Рассмотрим гомогенную нуклеацию, когда зародыш образуется на отдельных молекулах исходной фазы. В результате флуктуаций в системе начинают образовываться капельки жидкости. Для простоты считаем каплю растущей сферически симметрично. Тогда, обозначая за {\displaystyle R_{\nu }} радиус капли и за {\displaystyle \upsilon _{l}} объём, приходящийся на одну молекулу жидкости, можно записать:

| {\displaystyle {\frac {4\pi {R_{\nu }}^{3}}{3}}=\nu \upsilon _{l}} | ({\displaystyle (2.1)}) |

Площадь поверхности капли с учётом {\displaystyle (2.1)}:
| {\displaystyle {\begin{matrix}S_{\nu }&=&4\pi {R_{\nu }}^{2}\\\ &=&4\pi {\left({\frac {3\upsilon _{l}\nu }{4\pi }}\right)}^{\frac {2}{3}}\end{matrix}}} | ({\displaystyle (2.2)}) |

.

Подставляя {\displaystyle (2.2)} в {\displaystyle (1.7)}, получим для работы образования {\displaystyle F_{\nu }}:

| {\displaystyle F=-b\nu +a{\nu }^{\frac {2}{3}}} | ({\displaystyle (2.3)}) |

.
Здесь {\displaystyle a\equiv {\frac {4\pi \sigma }{K_{B}T}}{\left({\frac {3\upsilon _{l}}{4\pi }}\right)}^{\frac {2}{3}}} - безразмерное поверхностное натяжение зародыша.

#### Критический размер
Проанализируем {\displaystyle F(\nu )}, чтоб установить какие зародыши имеют склонность к росту.
Введём обозначение 
| {\displaystyle b_{\nu }\equiv {\frac {2}{3}}a\nu ^{-{\frac {1}{3}}}} | ({\displaystyle (2.4)}) |

,
физический смысл {\displaystyle b_{\nu }} - химический потенциал молекул конденсата, выраженный в единицах {\displaystyle K_{B}T} и отсчитанный от значения, соответствующего равновесию сконденсированной жидкости при плоской границе раздела жидкости и пара. В соответствии с этим обозначением и выражением {\displaystyle (2.3)}:
| {\displaystyle {\frac {\partial F}{\partial \nu }}=b_{\nu }-b} | ({\displaystyle (2.5)}) |

.
Так как вторая производная меньше нуля, функция имеет максимум в некоторой точке {\displaystyle \nu _{c}}. Зародыш, содержащий {\displaystyle \nu _{c}}, называется зародышем критического размера или критическим зародышем. 

Для химических потенциалов в случае критического зародыша имеем {\displaystyle (b_{\nu })_{\nu _{c}}=b} — это состояние равновесия. Предположим, что в результате флуктуации прилетело больше молекул, тогда {\displaystyle b_{\nu }} уменьшилось, то есть молекулам стало выгодно прилетать. Следовательно, при {\displaystyle \nu <\nu _{c}} капли имеют тенденцию испаряться, а при {\displaystyle \nu >\nu _{c}} устойчиво растут. В этом смысле работа образования — это энергия активации (активационный барьер).

### Частный случайгетерогенной нуклеации
Рассмотрим каплю, которая образовалась в парогазовой среде на одном из присутствующих в системе смачиваемых ядрах конденсации. Считаем каплю растущей сферически симметрично. Пусть ядрами конденсации являются микроскопические гетерогенные центры, т. е. 
| {\displaystyle R_{n}<<R} | ({\displaystyle (3.1)}) |

.
| {\displaystyle \alpha } · {\displaystyle \beta } · {\displaystyle \gamma } · {\displaystyle R_{n}} · {\displaystyle R} |

Введём величину {\displaystyle \nu } равенством:
| {\displaystyle \nu ={\frac {4{\pi }R^{3}}{3{\upsilon }_{\alpha }}}} | ({\displaystyle (3.2)}) |

,
где {\displaystyle {\upsilon }_{\alpha }} - объём, приходящийся на одну молекулу жидкости конденсируемой каплей из пара.
Здесь {\displaystyle \nu } то число молекул жидкости, которое содержалось бы в капле, если бы она не содержала ядра конденсации. С учётом {\displaystyle (3.1)},
{\displaystyle \nu } — практически совпадает с числом молекул конденсата (как и в гомогенном случае).

На графике 1 точка {\displaystyle \nu =0} соответствует равенству нулю числа молекул, сконденсированных каплей, в этой точке {\displaystyle F=0}. Здесь учтено, что ядро конденсации первоначально присутствует в системе и, следовательно, на его образование не требуется никакой работы. Тогда, определив {\displaystyle \nu } через {\displaystyle (3.2)}, вывод формулы {\displaystyle (2.3)} будет справедлив и случае гетерогенной нуклеации на микроскопических ядрах конденсации.
Но первое слагаемое в {\displaystyle (2.3)} зависит от пересыщения через химический потенциал {\displaystyle b}, т. е. работа образования является функцией от двух величин — пересыщения и числа молекул в капле: {\displaystyle F=F(\zeta ,\nu )}. 

Введём пороговое пересыщение {\displaystyle {\zeta }_{th}}, его существование характерно для гетерогенной нуклеации.

Обозначения на графике 1: 

{\displaystyle {\nu }_{e}} — равновесный зародыш (находится в устойчивом химическом равновесии с паром), минимум работы образования {\displaystyle F_{e}},

{\displaystyle {\nu }_{c}} — критический зародыш (находится в состоянии неустойчивого химического равновесия с паром), максимум работы образования {\displaystyle F_{c}},

{\displaystyle {\nu }_{0}} — точка перегиба (её положение не зависит от пересыщения {\displaystyle \zeta }). 

#### Область метастабильности
Рассмотрим подробнее метастабильную область. Здесь, согласно графику, у {\displaystyle F} в дополнение к минимуму появляется максимум.
Обозначим за {\displaystyle \Delta F} разницу высот потенциального барьера и потенциальной ямы работы образования:
| {\displaystyle \Delta F=F_{c}-F_{e}} | ({\displaystyle (3.3)}) |

- это работа, необходимая для флуктуационного перехода активационного барьера, т. е. энергия активации.

Энергия активации {\displaystyle \Delta F} уменьшается с ростом пересыщения {\displaystyle \zeta } и при достижении пересыщением порогового значения {\displaystyle \zeta ={\zeta }_{th}} минимум и максимум работы образования сливаются, тогда в соответствии с {\displaystyle (3.3)} {\displaystyle {\Delta }F=0}. И, следовательно, в области {\displaystyle \zeta >{\zeta }_{th}} нуклеация будет протекать уже безбарьерно. Можно заметить, что в гомогенном случае {\displaystyle b_{\nu }-b>0}, тогда из {\displaystyle (2.5)} следует {\displaystyle {\frac {\partial F}{\partial \nu }}>0}, т. е. гомогенная нуклеация никогда не идёт безбарьерно.

Из {\displaystyle (2.5)} согласно смыслу равновесного и критического зародышей получаем:
| {\displaystyle (b_{\nu })_{c,e}=b} | ({\displaystyle (3.4)}) |

.
Так как конденсат плотный по сравнению с паром, то химический потенциал {\displaystyle b_{\nu }}, определяемый {\displaystyle (2.4)}, почти не зависит от пересыщения {\displaystyle \zeta }, поэтому является более удобной характеристикой для описания гетерогенной нуклеации. Энергия активации {\displaystyle (3.3)} с учётом {\displaystyle (3.4)} выражается через {\displaystyle b_{\nu }} следующим образом:

{\displaystyle \Delta F=\int \limits _{\nu _{e}}^{\nu _{c}}(b_{\nu }-b)\,d{\nu }}.